# Listă de obiecte artificiale pe Venus
Listă de obiecte artificiale care au ajuns pe suprafața planetei Venus. Greutatea totală a acestora este de 22,642 kg.

## Listă
| №  | Sondă         | Țară              | Imagine | Aterizare         | Greutate | Coordonatele ateriz. | Note                                                                                  |
| -- | ------------- | ----------------- | ------- | ----------------- | -------- | -------------------- | ------------------------------------------------------------------------------------- |
| 1  | Venera 3      | Uniunea Sovietică |         | 1 martie 1966     | 958      | necunoscut           | Prima sondă care a atins suprafața planetei Venus. S-a prăbușit în timpul aterizării. |
| 2  | Venera 4      | Uniunea Sovietică |         | 18 octombrie 1967 | 1104     | 19° N - 38° O        |                                                                                       |
| 3  | Venera 5      | Uniunea Sovietică |         | 16 mai 1969       | 1128     | 3° S - 18° O         |                                                                                       |
| 4  | Venera 6      | Uniunea Sovietică |         | 16 mai 1969       | 1128     | 5° S - 23° O         |                                                                                       |
| 5  | Venera 7      | Uniunea Sovietică |         | 15 decembrie 1970 | 1180     | 5° S - 351° O        |                                                                                       |
| 6  | Venera 8      | Uniunea Sovietică |         | 22 iulie 1972     | 1180     | 10° S - 335° O       |                                                                                       |
| 7  | Venera 9      | Uniunea Sovietică |         | 22 octombrie 1975 | 2015     | 32° N - 291° O       |                                                                                       |
| 8  | Venera 10     | Uniunea Sovietică |         | 25 octombrie 1975 | 2015     | 4º N - 47º W         |                                                                                       |
| 9  | Pioneer Venus | Statele Unite     |         | 9 decembrie 1978  | 290      | 37.9° S - 290,9° O   |                                                                                       |
| 10 | Pioneer Venus | Statele Unite     |         | 9 decembrie 1978  | 300      | 4.4° N - 304,0° O    |                                                                                       |
| 11 | Pioneer Venus | Statele Unite     |         | 9 decembrie 1978  | 90       | 59.3° N - 4,8° O     |                                                                                       |
| 12 | Pioneer Venus | Statele Unite     |         | 9 decembrie 1978  | 90       | 31.3° S - 317,0° O   |                                                                                       |
| 13 | Pioneer Venus | Statele Unite     |         | 9 decembrie 1978  | 90       | 28.7° S - 56,7° O    |                                                                                       |
| 14 | Venera 11     | Uniunea Sovietică |         | 25 decembrie 1978 | 2015     | 14° S - 299° O       |                                                                                       |
| 15 | Venera 12     | Uniunea Sovietică |         | 25 decembrie 1978 | 2015     | 7° S - 294° O        |                                                                                       |
| 16 | Venera 13     | Uniunea Sovietică |         | 1 martie 1982     | 2015     | 7.5° S - 303° O      |                                                                                       |
| 17 | Venera 14     | Uniunea Sovietică |         | 3 martie 1982     | 2015     | 13.25° S - 310° O    |                                                                                       |
| 18 | Vega 1        | Uniunea Sovietică |         | 11 iunie 1985     | 1507     | 7.5° N - 177,7° O    |                                                                                       |
| 19 | Vega 2        | Uniunea Sovietică |         | 14 iunie 1985     | 1507     | 8.5° S - 164,5° O    |                                                                                       |